# Karel Josef Beneš
Karel Josef Beneš pseud. Karel Beneš, Karel Beneš-Jizerský, K. Jizerský, KJ, Dr-eš (ur. 21 lutego 1896 w Pradze, zm. 27 marca 1969 w Rožmitálu pod Třemšínem) – czeski prozaik, publicysta, scenarzysta, autor prac historycznych i artykułów o muzyce.   

## Życiorys
Ojciec Beneša był lekarzem. W 1915 r. ukończył gimnazjum w Pradze. Zaciągnął się do wojska i brał udział w walkach podczas I wojny światowej. Został ciężko ranny i zwolniony ze służby jako inwalida pod koniec 1916 r. W latach 1917–1921 studiował na Uniwersytecie Karola na kierunkach: nauki przyrodnicze, medycyna, filozofia i muzykologia. W 1921 r. uzyskał doktorat na wydziale lekarskim, po obronie rozprawy: Příspěvky k ovogenezi některých Amphibií. W latach 1921–1938 pracował jako referent w Bibliotece Uniwersyteckiej, a następnie jako dyrektor Państwowej Biblioteki Pedagogicznej im. Komeńskiego w Pradze. W latach 1934–1937 współpracował także z wydawnictwem Družstevní práce. 

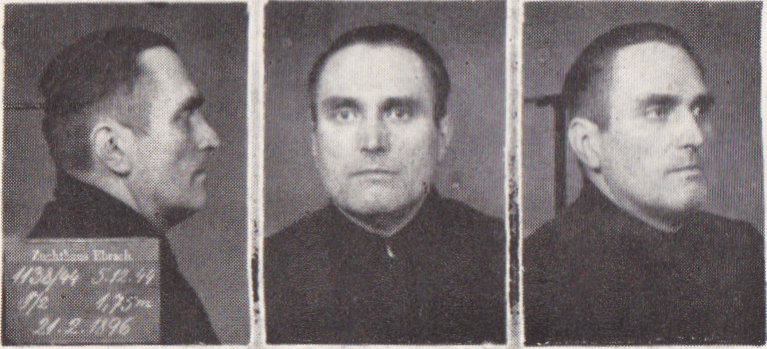
Zdjęcie z więzienia w Ebrach, 5.12.1944

Od kwietnia 1939 r. działał w Komitecie Petycyjnym „Pozostaniemy wierni” – czeskiej organizacji konspiracyjnej. W grudniu 1941 r. został aresztowany i skazany na siedem lat katorgi. Przebywał w więzieniach i obozach koncentracyjnych:  Pankrác, Theresienstadt, Goleniów, Ebrach i Straubing. W kwietniu 1945 r. przeszedł marsz śmierci. W latach 1945-48 był kierownikiem wydziału kultury Państwowego Urzędu Planowania, przez kolejne dwa lata był dramaturgiem Państwowego Filmu Czechosłowackiego. W 1950 r. przeprowadził się do Rožmitálu pod Třemšínem, gdzie mieszkał do śmierci. 

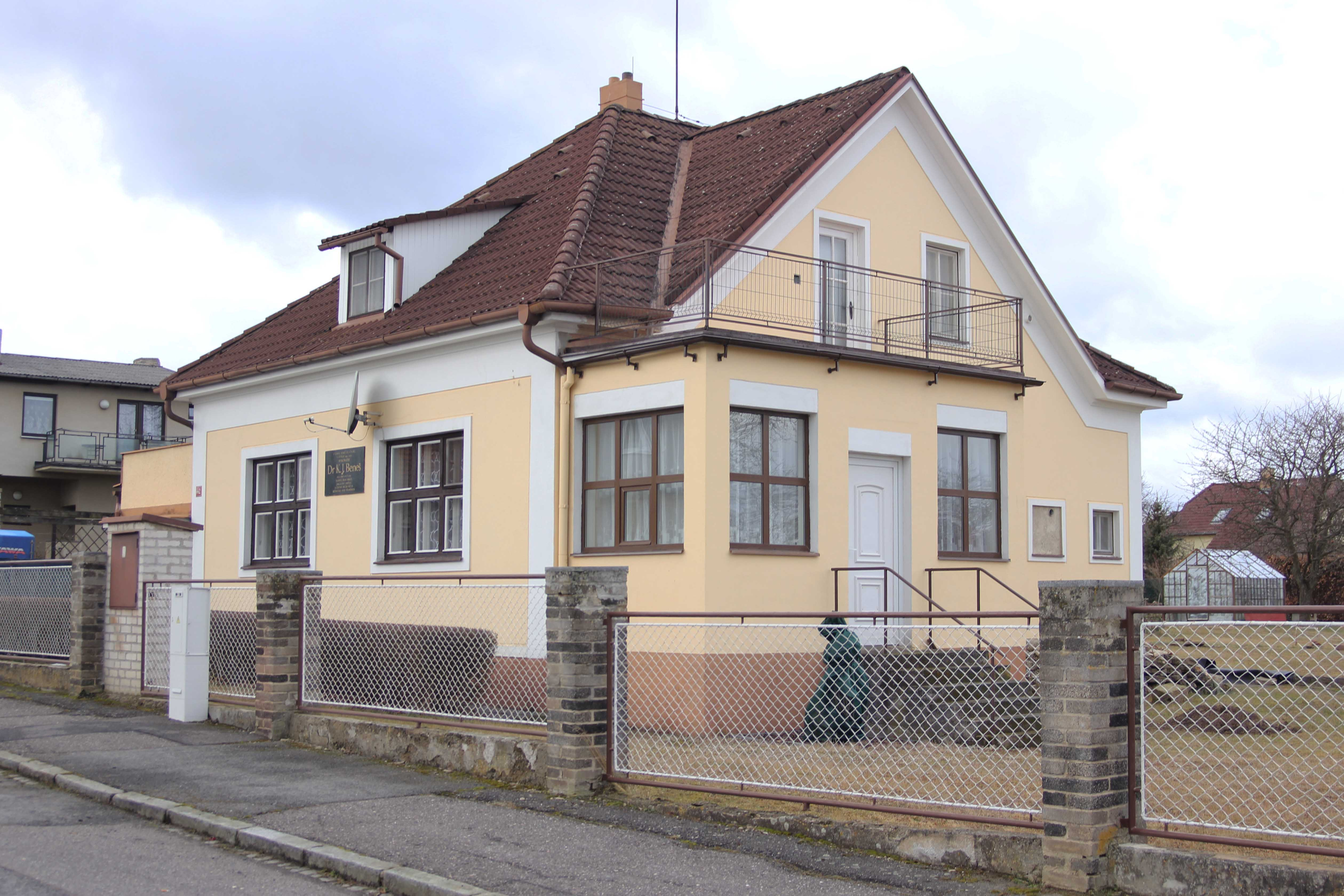
Dom K.J. Beneša, Rožmitál pod Třemšínem

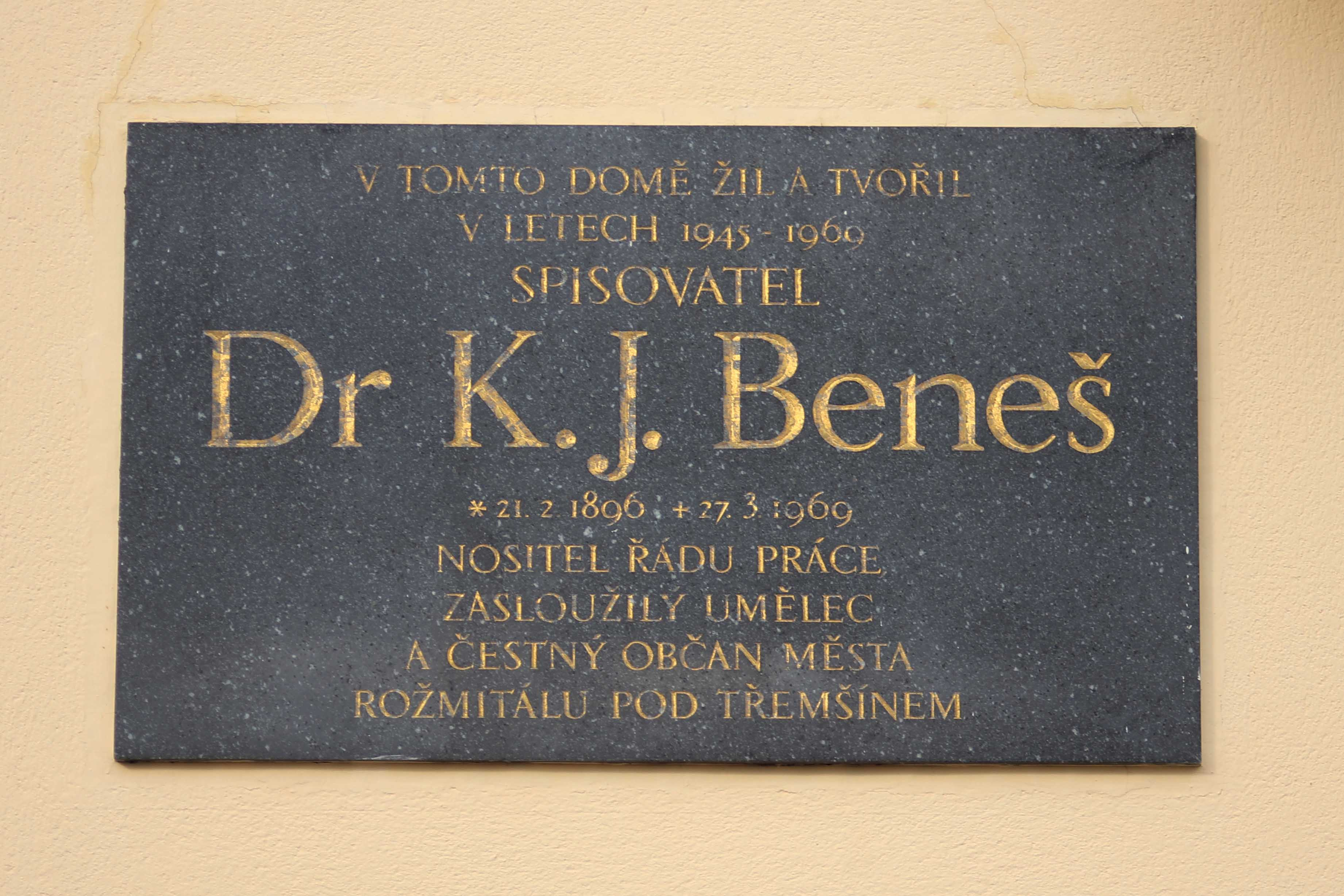
Pamiątkowa tablica na domu K.J. Beneša, Rožmitál pod Třemšínem

## Twórczość
Beneš publikował artykuły o literaturze i muzyce m.in. w pismach: Lidové noviny, Národní osvobození, Cesta, Literární noviny, Topičův sborník, Družstevní práce. W latach (1947–1948) redagował magazyn Růst. Wiele książek Beneša doczekało się adaptacji filmowych w Czechach i zagranicą. Na podstawie powieści Uloupený život powstał film w Wielkiej Brytanii (Stolen Life, 1939, reż. Paul Czinner) i w USA (A Stolen Life, 1946, reż. Curtis Bernhardt). Film w Czinera, z Elisabeth Bergner w roli głównej, wyświetlony był w 1983 r. podczas Berlinale. Do amerykańskiego filmu Bernhardta Beneš, razem z Catherine Turney, napisał scenariusz. W rolach głównych wystąpili Bette Davis i Glenn Ford. 
W 1949 r. Beneš wraz z  Milošem V. Kratochvílem i Otakarem Vávrą przygotował scenariusz do filmu w reż. Václava Krška Revoluční rok 1848, na podstawie materiałów opublikowanych w książce Rok 1848 v projevech současníků. W 1967 r. nakręcony został film dla Telewizji Czechosłowackiej na podstawie tomu opowiadań Rudá v černé, w reżyserii Jaroslava Novotnego. Powieść Past posłużyła do nakręcenia filmu w 1950 w reż. Martina Friča i w 1980 r. w reż. Evy Sadkovej. Powieść Uloupený život była wielokrotnie adaptowana na potrzeby radia, po raz pierwszy w 1938 r. w reżyserii Václava Sommera, następnie w 1946 r. w reżyserii Miloslava Jareša, a w 1997 r. w reżyserii Markéty Jahodovej. Powstała także niemiecka adaptacja radiowa Das geräubte Leben (1939). 

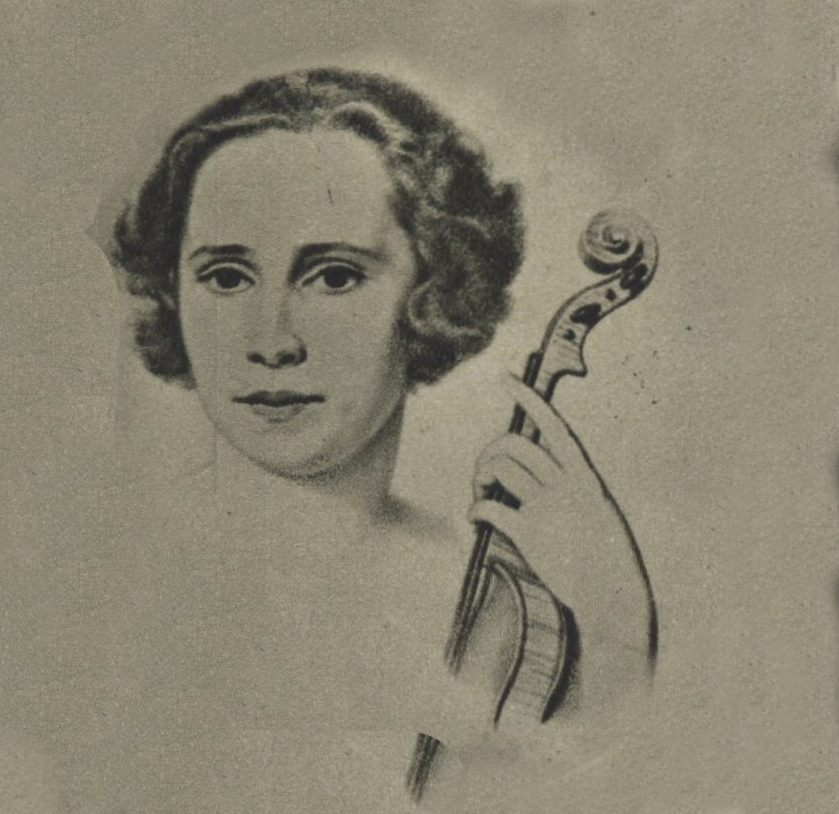
Ervína Brokešová, 1927

## Życie prywatne
Żoną Beneša była skrzypaczka Ervína Brokešová (1900–1987). W 1947 r. wydała pamiętnik Ty a já: denik, w którym opisała swoje życie i korespondencję z mężem, od jego aresztowania w 1941 r. do powrotu z obozu koncentracyjnego w Ebrachu w 1945 r. Książka została ponownie wydana w 1972 r. pod tytułem Žila jsem nadějí. 

## Adaptacje filmowe
Filmy nakręcona na podstawie książek Beneša:
- Kouzelný dům, reż. Otakar Vávra, Czechosłowacja, 1939
- Stolen Life, reż. Paul Czinner, na podstawie powieści Uloupený život, Wielka Brytania, 1939
- A Stolen Life, reż. Curtis Bernhardt, na podstawie powieści Uloupený život, USA, 1946
- Revoluční rok 1848, reż. Václav Krška (1949)
- Past, reż. Martin Frič, Czechosłowacja, 1950 It was entered into the 1951 Cannes Film Festival.
- Hra o život, reż. Jiří Weiss, na podstawie powieści Rodný hlas, Czechosłowacja, 1956 námět a spolupráce na scénáři
- Rudá v černé – film TV, Czechosłowacja, 1967, reż. Jaroslav Novotný
- Kouzelný dům, reż. Jaroslav Balík, Czechy, 1970
- Jednou v Karlových Varech, reż. Zdeněk Kaloč, Czechy, 1975
- Rozednění, reż. Eva Sadková, Czechy, 1980

## Wybrane dzieła
Tomy opowiadań:
- Děvče s květinami (1921)
- Kov hovoří (1926)
- Rudá v černé  (1947)

Powieści:
- Dobrý člověk (1925)
- Nesmrtelní se setkávají (1928)
- Ozáření lidé (1929)
- Uloupený život (1935)
- Vítězný oblouk (1937)
- Kouzelný dům (1939), wyd. polskie Zaczarowany dom, 1961
- Červená pečeť (1940)
- Ohnivé písmo (1950)
- Mezi dvěma břehy (1950)
- Rodný hlas( 1953), wyd. polskie Gra o życie, 1961
- Studentský hrdina (1956)
- Dračí setba (1957)
- Setkání v Karlových Varech (1959), wyd. polskie Spotkanie w Karlovych Varach, 1961
- Útok (1963),
- Cesta do neznáma (1973)

Literatura faktu
- Rok 1848 v projevech současníků, 1932

Libreto:
- Plameny, 1932 – libretto do opery Erwina Schulhoffa[14]